# Gladsaxe Kirke
Gladsaxe Kirke ligger i Gladsaxe ca. 9 km NV for Københavns centrum (Region Hovedstaden).

## Eksterne kilder og henvisninger
- Wikimedia Commons har flere filer relateret til Gladsaxe Kirke
- Gladsaxe Kirke Arkiveret 31. januar 2011 hos  Wayback Machine på nordenskirker.dk
- Gladsaxe Kirke på KortTilKirken.dk